# Coenosia ventrosa
Coenosia ventrosa är en tvåvingeart som beskrevs av Shinonaga 2003. Coenosia ventrosa ingår i släktet Coenosia och familjen husflugor. Inga underarter finns listade i Catalogue of Life.